# Momoiro Clover Z

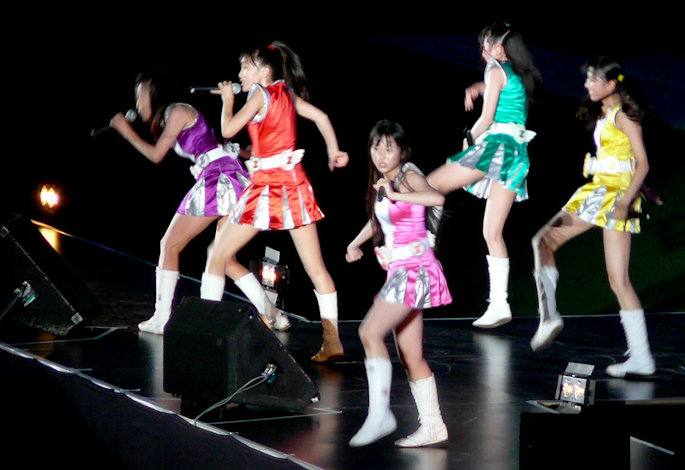
Momoiro Clover Z bei einem Auftritt (2011)

Momoiro Clover Z (jap. ももいろクローバーZ, Momoiro Kurōbā Zetto, dt. „Pinkfarbener Klee Z“), kurz auch Momoclo (ももクロ, Momokuro), ist eine japanische Girlgroup.
Momoiro Clover (damals ohne das Suffix „Z“) wurde im Jahr 2008 von 3B Junior, einem Projekt der Talent-Agentur Stardust Promotion, gegründet. Die Gruppe besteht derzeit aus vier Mädchen und steht unter Vertrag bei King Records’ Label Evil Line Records.

## Geschichte
Momoiro Clover Z ist eine Idol-Popgruppe, die von der Agentur Stardust Promotion gemanagt ist. Die Gruppe wurde im Frühling 2008 unter dem Namen Momoiro Clover gegründet. Im August 2009 erschien die 1. Indie-Single Momoiro Punch und stieg auf Platz 23 der Oricon-Charts ein.
Als im April 2011 Akari Hayami die Gruppe verließ und diese nun aus fünf Mädchen bestand, wurde sie in Momoiro Clover Z umbenannt.
Im November 2012 wurde die 9. Single Saraba, Itoshiki Kanashimitachi yo veröffentlicht, die mit dem ersten Platz in den japanischen Billboard-Singlecharts einstieg, sowie Platz 2 der Oricon-Charts. Das zweite Studio-Album 5th Dimension von April 2013 erreichte wiederum den ersten Platz der Oricon-Albumcharts. Im April 2014 wechselten sie von King Records Label StarChild zu dessen neugegründetem Label Evil Line Records.
Momoka Ariyasu, die 2009 zur Gruppe stieß, verließ Anfang 2018 die Gruppe.

## Mitglieder

### Aktuelle Mitglieder
| Name                        | Farbe | Geburtstag    | Anmerkung        |
| --------------------------- | ----- | ------------- | ---------------- |
| Kanako Momota (百田 夏菜子) | Rot   | 12. Juli 1994 | Leader           |
| Shiori Tamai (玉井 詩織)    | Gelb  | 4. Juni 1995  |                  |
| Ayaka Sasaki (佐々木 彩夏)  | Pink  | 11. Juni 1996 |                  |
| Reni Takagi (高城 れに)     | Lila  | 21. Juni 1993 | ehemalige Leader |

### Ehemalige Mitglieder
| Name                       | Farbe | Geburtstag    | Anmerkung |
| -------------------------- | ----- | ------------- | --------- |
| Akari Hayami (早見 あかり) | Blau  | 17. März 1995 |           |
| Momoka Ariyasu (有安 杏果) | Grün  | 15. März 1995 |           |

Andere
- Runa Yumikawa (弓川 留奈; * 4. Februar 1994)
- Tsukina Takai (高井 つき奈; * 6. Juli 1995; später Mitglied der Girlgroup SKE48)
- Miyū Wagawa (和川 未優; * 19. Dezember 1993)
- Manami Ikura (伊倉 愛美; * 4. Februar 1994)
- Sumire Fujishiro (藤白 すみれ; * 8. Mai 1994)
- Yukina Kashiwa (柏 幸奈; * 12. August 1994; jetzt Mitglied der Girlgroup Nogizaka46)

## Diskografie

### Alben
| Jahr | Titel Musiklabel                                                                       | Höchstplatzierung, Gesamtwochen, AuszeichnungChartsChartplatzierungen (Jahr, Titel, Musiklabel, Platzierungen, Wochen, Auszeichnungen, Anmerkungen) | Anmerkungen |
| Jahr | Titel Musiklabel                                                                       | JP | Anmerkungen |
| ---- | -------------------------------------------------------------------------------------- | --- | --- |
| 2011 | Battle and Romance バトル アンド ロマンス Batoru ando Romansu StarChild / King Records | JP2 Platin · (124 Wo.)JP | Erstveröffentlichung: 27. Juli 2011 Format: CD, Download, LP                                                                      |
| 2013 | 5th Dimension StarChild / King Records                                                 | JP1 Platin · (39 Wo.)JP | Erstveröffentlichung: 4. Oktober 2013 Format: CD, Download, LP Veröffentlichung von 5th Dimension (LP-ban) (LP盤): 4. August 2013 |
| 2013 | Iriguchi no Nai Deguchi 入口のない出口 SDR (Stardust Records)                          | JP2 (14 Wo.)JP | Erstveröffentlichung: 6. Mai 2013 Format: CD, Download Zusammenstellung aller Indie-Lieder                                        |
| 2016 | Amaranthus Evil Line Records                                                           | JP2 Gold · (11 Wo.)JP | Erstveröffentlichung: 17. Februar 2016 Format: CD, Download, LP Veröffentlichung von Amaranthus (LP-ban) (LP盤): 13. August 2016  |
| 2016 | Hakkin no Yoake 白金の夜明け Evil Line Records                                         | JP1 Gold · (11 Wo.)JP | Erstveröffentlichung: 17. Februar 2016 Format: CD, LP Veröffentlichung von Hakkin no Yoake (LP-ban) (LP盤): 13. August 2016       |
| 2016 | MCZ Winter Song Collection King Records                                                | JP5 (8 Wo.)JP | Erstveröffentlichung: 23. Dezember 2016 Kompilation                                                                               |
| 2018 | Momoiro Clover Z Best Album „Momomoju, Banchamo Idehana“ King Records                  | JP1 Gold · (14 Wo.)JP | Erstveröffentlichung: 23. Mai 2018 Kompilation                                                                                    |
| 2019 | Momoiro Clover Z King Records                                                          | JP1 (13 Wo.)JP | Erstveröffentlichung: 17. Mai 2019                                                                                                |
| 2021 | Moon color Chainon [Momoiro Clover Z board] King Records                               | JP6 (7 Wo.)JP | Erstveröffentlichung: 13. Januar 2021                                                                                             |
| 2021 | Tanaka Masahiro King Records                                                           | JP7 (7 Wo.)JP | Erstveröffentlichung: 24. Februar 2021                                                                                            |
| 2022 | Shukuten (祝典) King Records                                                           | JP2 (12 Wo.)JP | Erstveröffentlichung: 17. Mai 2022                                                                                                |
| 2024 | Idola (イドラ) King Records                                                            | JP5 (7 Wo.)JP | Erstveröffentlichung: 8. Mai 2024                                                                                                 |

### Singles
| Jahr | Titel Album | Höchstplatzierung, Gesamtwochen, AuszeichnungChartsChartplatzierungen (Jahr, Titel, Album, Platzierungen, Wochen, Auszeichnungen, Anmerkungen) | Anmerkungen |
| Jahr | Titel Album | JP | Anmerkungen |
| ---- | --- | --- | --- |
| 2009 | Momoiro Punch (ももいろパンチ, Momoiro Panchi, „Pinkfarbener Schlag“) Iriguchi no Nai Deguchi                                                                                | JP23 (25 Wo.)JP | Erstveröffentlichung: 5. August 2009                                                                               |
| 2009 | Mirai e Susume! (未来へススメ!, „Vorwärts zur Zukunft!“) Iriguchi no Nai Deguchi                                                                                             | JP11 (22 Wo.)JP | Erstveröffentlichung: 11. November 2009                                                                            |
| 2010 | Ikuze! Kaitō Shōjo (行くぜっ！怪盗少女, „Lasst uns gehen! Geheimnisvolle Diebinnen“) Battle and Romance                                                                      | JP3 (41 Wo.)JP | Erstveröffentlichung: 5. Mai 2010                                                                                  |
| 2010 | Pinky Jones (ピンキージョーンズ, Pinkī Jōnzu) Battle and Romance | JP8 (38 Wo.)JP | Erstveröffentlichung: 10. November 2010                                                                            |
| 2011 | Mirai Bowl / Chai Maxx (ミライボウル/Chai Maxx, Mirai Bōru / Chai Makkusu) Battle and Romance                                                                                | JP3 (49 Wo.)JP | Erstveröffentlichung: 9. März 2011                                                                                 |
| 2011 | Z Densetsu ~Owarinaki Kakumei~ (Z伝説 ~終わりなき革命~, „Z Legende ~Nichtendende Revolution~“) Battle and Romance                                                            | JP5 Gold (Digital) · (17 Wo.)JP | Erstveröffentlichung: 8. Juli 2011                                                                                 |
| 2011 | D’ no Junjō (D'の純情) Battle and Romance | JP6 (11 Wo.)JP | Erstveröffentlichung: 8. Juli 2011                                                                                 |
| 2011 | Rōdō Sanka (労働讃歌, „Hymne an die Arbeit“) 5th Dimension | JP7 (53 Wo.)JP | Erstveröffentlichung: 23. November 2011                                                                            |
| 2012 | Mōretsu Uchū Kōkyōkyoku. Dai Nana Gakushō „Mugen no Ai“ (猛烈宇宙交響曲・第七楽章「無限の愛」, „Ungestüme Weltraumsinfonie. Siebter Satz ‚Unbegrenzte Liebe‘“) 5th Dimension | JP5 Gold + Platin (Digital) · (52 Wo.)JP | Erstveröffentlichung: 7. März 2012                                                                                 |
| 2012 | Otome Sensō (Z女戦争, „Mädchenkrieg“) 5th Dimension | JP3 Gold · (45 Wo.)JP | Erstveröffentlichung: 27. Juni 2012                                                                                |
| 2012 | Nippon Egao Hyakkei (ニッポン笑顔百景, „100 berühmte Ansichten des japanischen Lächelns“) –                                                                                  | JP6 (19 Wo.)JP | Erstveröffentlichung: 5. September 2012 unter dem Namen der Gruppe Momokurotei Ichimon (桃黒亭一門) veröffentlicht |
| 2012 | Ikuze! Kaitō Shōjo ~Special Edition~ (行くぜっ！怪盗少女 〜Special Edition〜) –                                                                                              | JP7 (33 Wo.)JP | Erstveröffentlichung: 26. September 2012 Wiederveröffentlichung                                                    |
| 2012 | Saraba, Itoshiki Kanashimitachi yo (サラバ、愛しき悲しみたちよ „Lebt wohl geliebte Traurigkeiten“) 5th Dimension                                                             | JP2 ×2Gold + Doppelplatin (Digital) · (27 Wo.)JP                                                                                               | Erstveröffentlichung: 21. November 2012 · + JP: Gold (Downloads)                                                   |
| 2013 | Gounn (Gounn) – | JP2 Gold · (15 Wo.)JP | Erstveröffentlichung: 6. November 2013                                                                             |
| 2014 | Naite mo Iin Da yo (泣いてもいいんだよ) Amaranthus | JP1 Gold · (14 Wo.)JP | Erstveröffentlichung: 8. Mai 2014                                                                                  |
| 2014 | Moon Pride (MOON PRIDE) Hakkin no Yoake | JP3 Gold (Digital) · (12 Wo.)JP | Erstveröffentlichung: 30. Juli 2014                                                                                |
| 2015 | Yume no Ukiyo ni Saite Mi na (夢の浮世に咲いてみな) Hakkin no Yoake | JP2 (… Wo.)JP | Erstveröffentlichung: 28. Januar 2015                                                                              |
| 2015 | Seishunfu (青春賦) Amaranthus | JP4 Gold · (10 Wo.)JP | Erstveröffentlichung: 11. März 2015 Titellied des Filmes: Maku ga Agaru                                            |
| 2015 | 行くぜっ!怪盗少女/走れ! – | JP27 (1 Wo.)JP | Erstveröffentlichung: 25. März 2015                                                                                |
| 2015 | Z no Chikai (『Z』の誓い) Hakkin no Yoake | JP4 (9 Wo.)JP | Erstveröffentlichung: 29. April 2015                                                                               |
| 2016 | The Golden History (ザ・ゴールデン・ヒストリー) Momo mo Jyuu, Bancha mo Debana                                                                                               | JP2 (7 Wo.)JP | Erstveröffentlichung: 7. September 2016                                                                            |
| 2017 | Blast (Blast) Momo mo Jyuu, Bancha mo Debana | JP3 (8 Wo.)JP | Erstveröffentlichung: 2. August 2017                                                                               |
| 2018 | 笑一笑 ～シャオイーシャオ!～ Momo mo Jyuu, Bancha mo Debana | JP4 (10 Wo.)JP | Erstveröffentlichung: 11. April 2018                                                                               |
| 2019 | おどるポンポコリン – | JP22 (4 Wo.)JP | Erstveröffentlichung: 28. August 2019                                                                              |
| 2019 | Stay Gold Shukuten | JP4 (7 Wo.)JP | Erstveröffentlichung: 27. November 2019                                                                            |
| 2024 | Renacer Serenade (レナセールセレナーデ) – | JP9 (5 Wo.)JP | Erstveröffentlichung: 28. August 2024                                                                              |

### Videoalben
- 2011: Momoiro Christmas 2011 Saitama Super Arena Tournament (JP: Gold)

### Musikvideos
| Jahr | Titel                                                              |
| ---- | ------------------------------------------------------------------ |
| 2009 | Momoiro Punch                                                      |
| 2009 | Mirai e Susume!                                                    |
| 2010 | Ikuze! Kaitō Shōjo                                                 |
| 2010 | Pinky Jones                                                        |
| 2010 | Coco Natsu (ココ☆ナツ)                                             |
| 2010 | Kimi to Sekai (キミとセカイ)                                       |
| 2011 | Mirai Bowl                                                         |
| 2011 | Chai Maxx                                                          |
| 2011 | Z Densetsu ~Owarinaki Kakumei~                                     |
| 2011 | D’ no Junjō                                                        |
| 2011 | Rōdō Sanka                                                         |
| 2011 | Santa-san (サンタさん)                                             |
| 2012 | Mōretsu Uchū Kōkyōkyoku. Dai Nana Gakushō „Mugen no Ai“            |
| 2012 | Otome Sensō                                                        |
| 2012 | Push                                                               |
| 2012 | Mite Mite Kotchichi (みてみて☆こっちっち) (choreografisches Video) |
| 2012 | Saraba, Itoshiki Kanashimitachi yo                                 |
| 2012 | Wee-Tee-Wee-Tee                                                    |
| 2013 | Neo Stargate                                                       |
| 2013 | Birth Ø Birth                                                      |
| 2013 | GOUNN                                                              |
| 2014 | Naitemo Iindayo                                                    |
| 2014 | Yume no Ukiyo ni Saitemina (gemeinsam mit Kiss)                    |